# Bitva na Humlově kopci
Bitva na Humlově kopci byla menším bojovým střetem mezi rakouskými císařskými oddíly pod velením hraběte Lamberga podpořenými trutnovskými měšťany a selskými povstalci z několika panství ve východních Čechách během Selského povstání roku 1775. Odehrála se dne 28. března 1775 v prostoru na tzv. Humlově kopci, nyní součásti Středního Předměstí v Trutnově. Jejím přímým důsledkem bylo, spolu s porážkou sedláků u Chlumce o dva dny dříve, finální zlomení odporu rebelujících sedláků a v následných dnech i úplné potlačení povstání.  

## Pozadí
Po sedmileté válce byla hospodářská situace říše řízené císařovnou Marií Terezií značně neutěšená. V letech 1770 až 1772 vypukl v zemi hladomor, venkované byli přitom povinni robotou. Počátkem roku 1775 začaly v pohraničních oblastech říše, na Teplicku, Broumovsku a Náchodsku a postupně se šířily do celého vnitrozemí. Ohniska povstání vznikala v horských a podhorských oblastech, ve kterých byla situace po hladomoru nejsvízelnější. V únoru 1775 začalo na Náchodsku působit selské „guberno“ pod vedením rtyňského rychtáře Antonína Nývlta, svobodného rychtáře, hospodáře, který se stal zároveň vyjednavačem s vrchností a na rozdíl od jiných rychtářů umírňoval lidové vášně. Selské guberno vydalo narovnání, které upravovalo robotu a vydávalo vzory rozpisů robot. Působilo na devíti panstvích a bylo považováno za hlavního podněcovatele selského povstání
20. března 1775 vypukly na Náchodsku a Chlumecku selské nepokoje, docházelo k demolování vrchnostenských kanceláří a zámků, kdy se sedláci a rolníci vynucovali zrušení roboty. To bylo především podnícenou fámou, že existuje císařský patent o zrušení roboty, který ale vrchnost před poddanými tají. Povstání získalo v prvních dnech poměrně značnou podporu ve venkovských oblastech širokého Polabí. 24. března bylo vysláno několikasethlavé poselstvo do Prahy, kde chtělo jednat o robotních požadavcích, před branami města bylo však zastaveno vojskem vedeným Antonínem Nosticem, zajato a uvězněno v pražské Invalidovně a zbylí povstalci vyzváni přímým patentem císařovny, aby se rozešli domů a očekávali nové vyměřovací lhůty roboty. Po zprávách o neutuchajících nepokojích na Náchodsku bylo aktivizováno vojsko. 
K prvnímu většímu bojovému střetu pak došlo ve dnech 25. až 26. března 1775 v prostoru mezi městem Chlumec nad Cidlinou a zdejším zámkem Karlova Koruna. Bylo provedeno několik útoků improvizovaně ozbrojených sedláků na zámek hájený praporem císařských vojáků, které však byly odraženy a povstalci zahnáni na útěk. Tato porážka následně dala vzniknout českému příměru a úsloví „dopadnout jak sedláci u Chlumce“.

## Průběh bojů
Trestná výprava pod velením hraběte Lamberga se následně dala k postupu směrem k Trutnovu a Rtyni v Podkrkonoší, tedy hlavnímu zázemí povstalců. Vstříc se jim vydal dav sešlý z různých, především českých, venkovských částí kraje, který zamířil k řece Úpě a okolo 26. března dorazil přes severní výšiny k Trutnovu, přes hřeben zámeckého vrchu, tzv. Pruskou cestou, tedy dopravní spojnice s Pruskem.
28. března pak došlo ke srážce Lambergových jednotek, podpořených trutnovskými měšťany, a zhruba dvěma tisíci chabě ozbronenými sedláky. Po krátkém boji, který se pro ně začal záhy jevit bezvýchodně, se povstalci dali na útěk. Deset povstalců bylo zabito, asi 30 pak zraněno. Císařské vojsko pak ztratilo maximálně několik málo mužů. V následujících dnech nastalo zatýkání vzbouřenců.

## Hodnocení bitvy

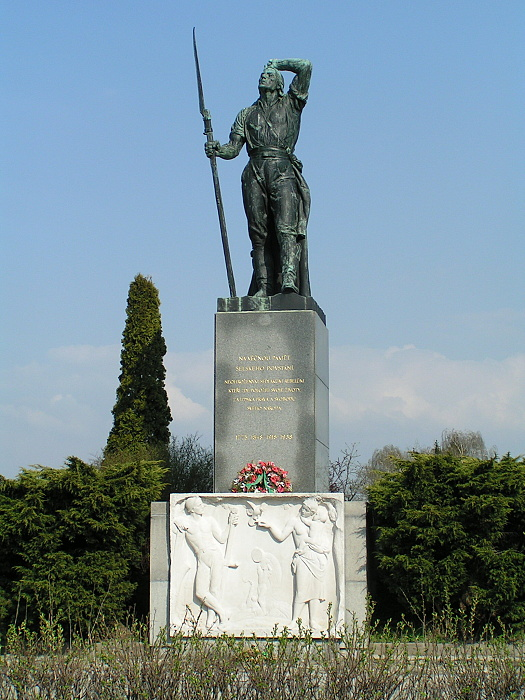
Jakub Obrovský: Pomník selských bouří v Chlumci nad Cidlinou

Porážka povstaleckého davu na Humlově kopci znamenala, spolu s předešlým fiaskem u Chlumce, faktický konec selského povstání ve východních Čechách. Vojsko zahájilo ještě téhož dne postup od Trutnova do Rtyně, kde byl bez boje zajat vůdce selského guberna Antonín Nývlt s celou řadou svých spolubojovníků. V následujících dnech byl pak dopraven do žaláře v Hradci Králové a posléze do Prahy, kde 3. dubna s dalšími stanul před soudem. 9. dubna pak císařovna účastníky rebelie omilostnila tzv. generálním pardonem se snížením trestů za slib loajality. Došlo pouze k sedmi exemplárním popravám za činy proti církevnímu majetku a svatokrádeže 
I přes porážku povstání toto přispělo k urychlení procesu, který vedl k vyhlášení patentu o zrušení nevolnictví císaře Josefa II. z roku 1781.

## Památky bitvy
V městském parku na Středním Předměstí v Trutnově byl jako připomínka bitvy roku 1960 vztyčen Pomník nevolnického povstání roku 1775 v podobě kamenného bloku v zemi a pamětní deskou.